# جمعية الكشافة الأستونية
جمعية الكشافة الأستونية هي المنظمة الكشفية الوطنية الابتدائية في استونيا، أصبحت عضوا في المنظمة العالمية للحركة الكشفية في عام 1996. وشاركت في العديد من الأنشطة التعليمية ولديها 1337 عضو اعتبارا من عام 2011.

## روابط خارجية
- الموقع الرسمي (بالإستونية)